# メンヒベルク
メンヒベルク (ドイツ語: Mönchberg) はドイツ連邦共和国バイエルン州ミルテンベルク郡に属す市場町。メンヒベルク行政共同体の本部所在地であり、州内で知られた保養地である。

## 地理
メンヒベルクはバイエルン州のシュペッサルト内に位置し、郡庁所在地のミルテンベルクから13km、アシャッフェンブルクから30km、フランクフルト・アム・マインから69km、ヴュルツブルクから76kmの距離にある。
シュマハテンベルク地区は1978年に合併した。
隣接する市町村は、西にクリンゲンベルク・アム・マインとエアレンバッハ（メッヒェンハルト区とシュトライト区）、北にエッシャウ、東にコレンベルク（マイン川沿いの町村）、南にレルバッハである。

### 自治体の構成
この町は、公式には2つの地区 (Ort) からなる。いずれも小集落や孤立農場ではなく集落を形成している。
- メンヒベルク
- シュマハテンベルク

## 歴史

### メンヒベルク

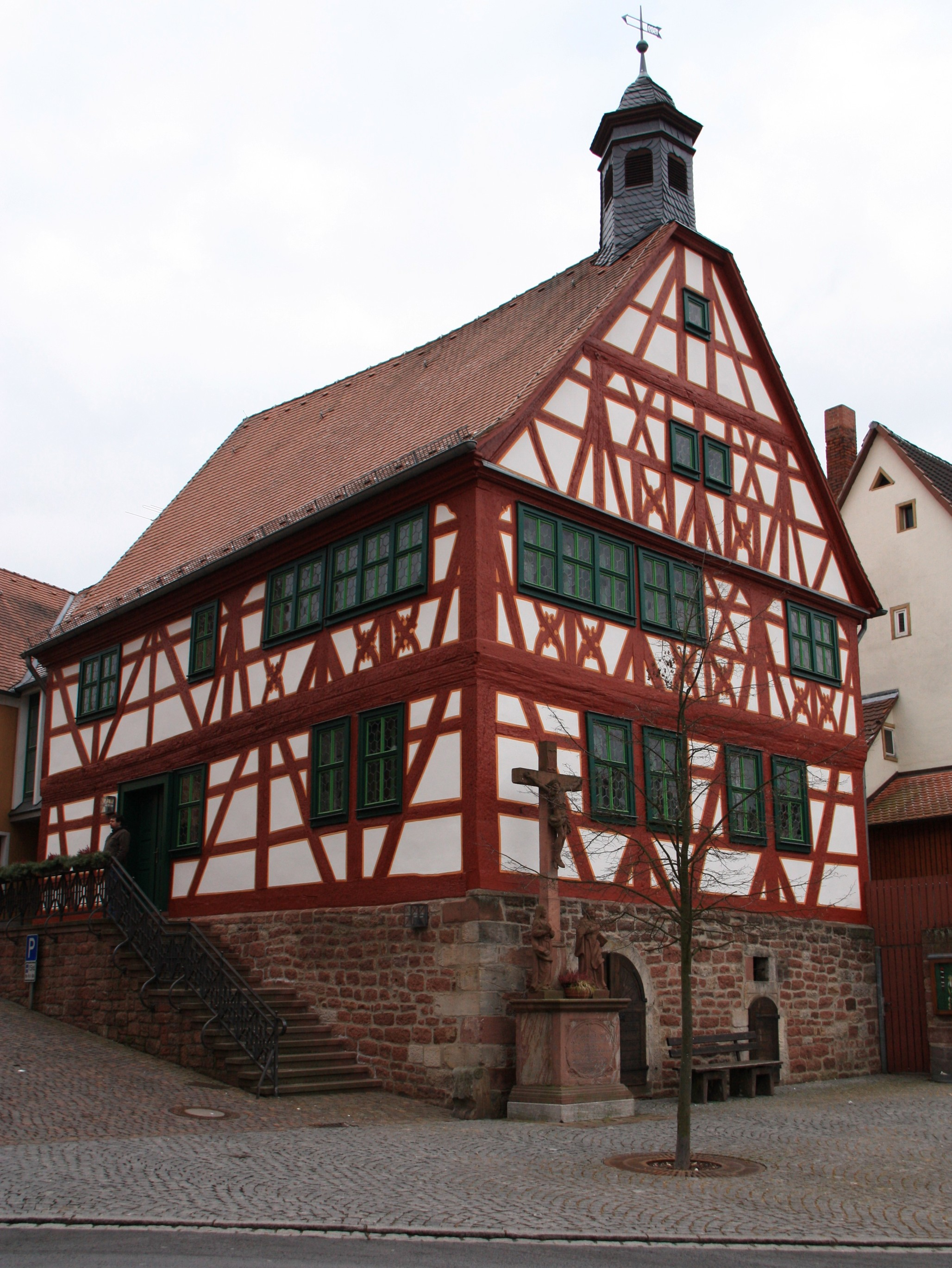
メンヒベルク旧町役場

この村は元々（800年頃）、ヴュルツブルクからヴェルトハイムを経由してアシャッフェンブルクに至る宿駅であった。元の名前は「Manno Gebur」といい、マンノの建物を意味する。マンノは宿駅の最初の所有者であった。中世には皇帝カール4世から裁判権を伴う都市権を授けられた。シュペッサルトに位置するこの町は、林業と手工業で成り立っていた。しかし、辺鄙な場所（マイン川沿いの通商路や住宅地は川の反対側にある）にあるためメンヒベルクはなかなか経済的に発展できなかった。その結果、都市権は返上させられ、現在も人口5,000人強の町である。ただし、市場開催権だけはそのまま保留された。
現在も市壁が保存されており、たとえばローゼンガルテンの音楽館の近くで見ることができる、また、たとえばバロック様式の教区教会をはじめ、多くの中世からの建物や木組み建築が遺されている。

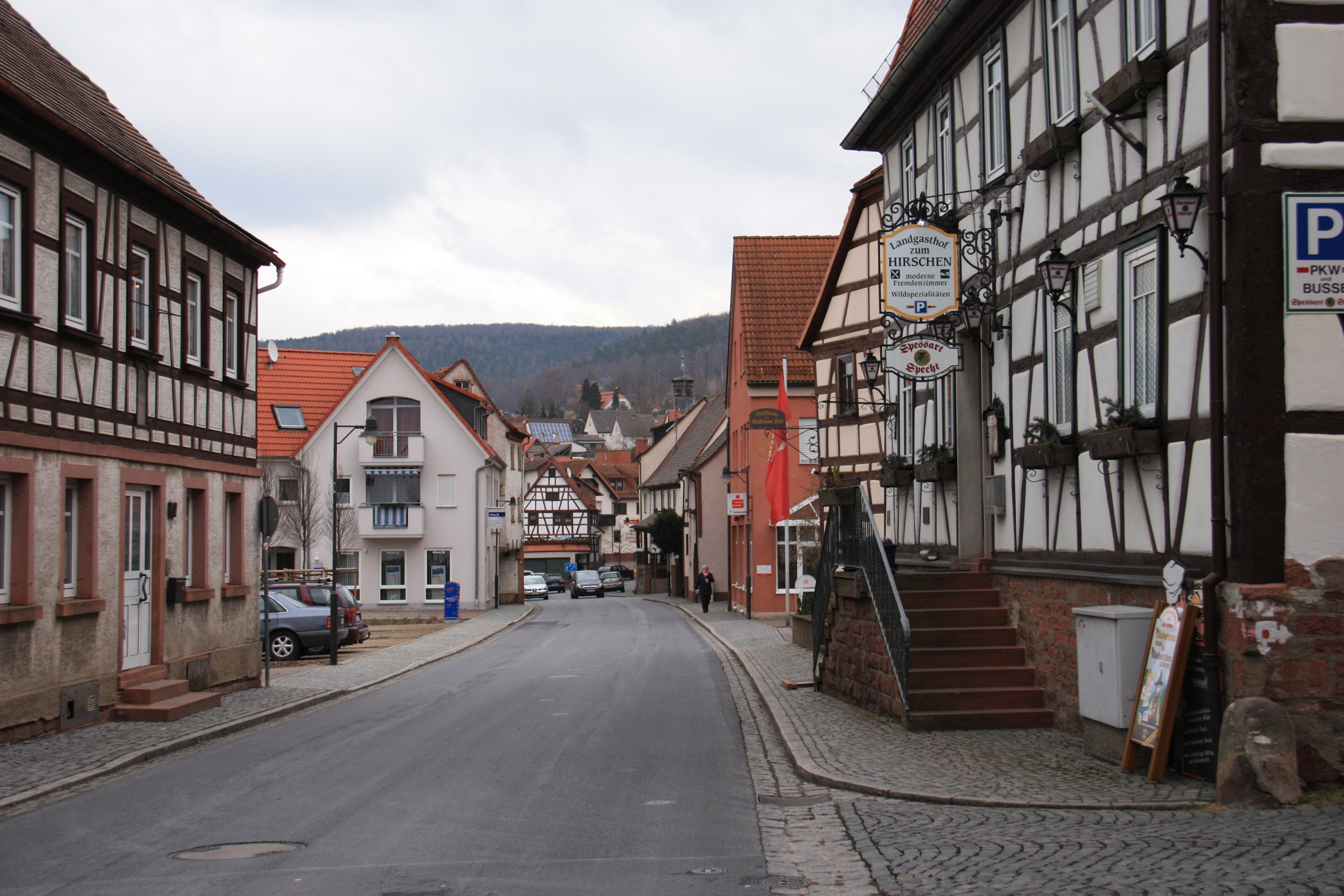
メインストリート
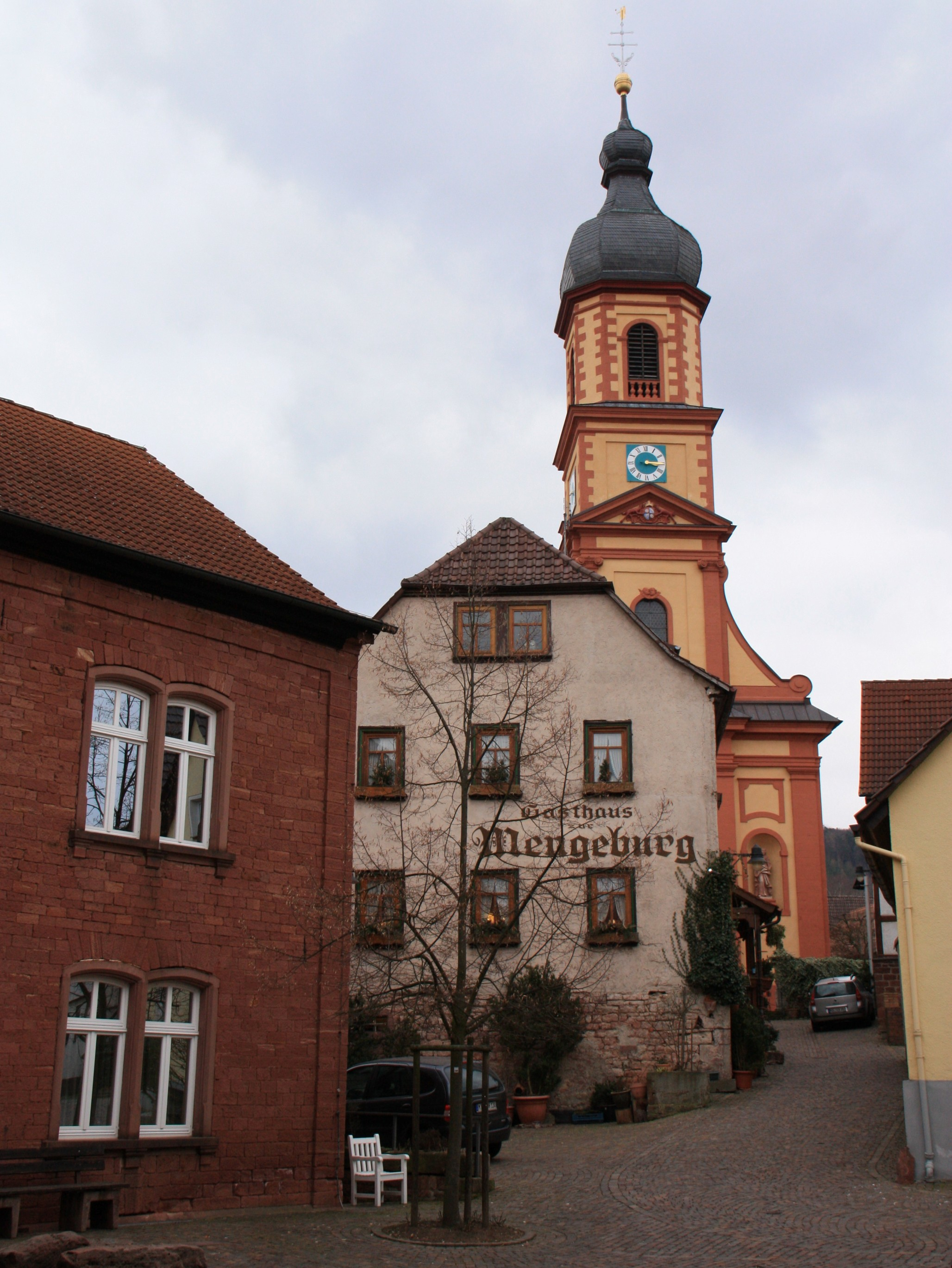
教会
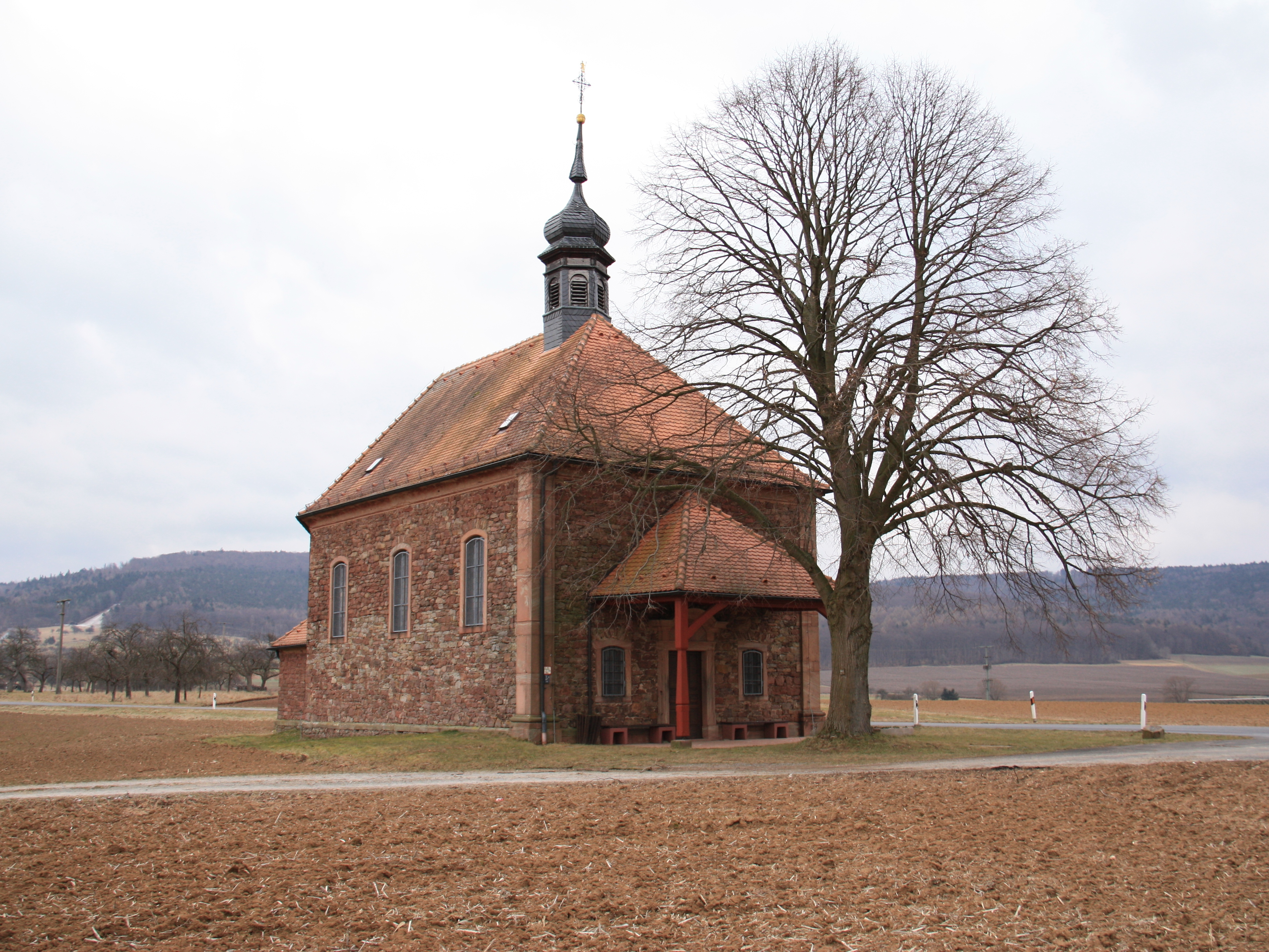
ヴェンデリヌス礼拝堂

### シュマハテンベルク

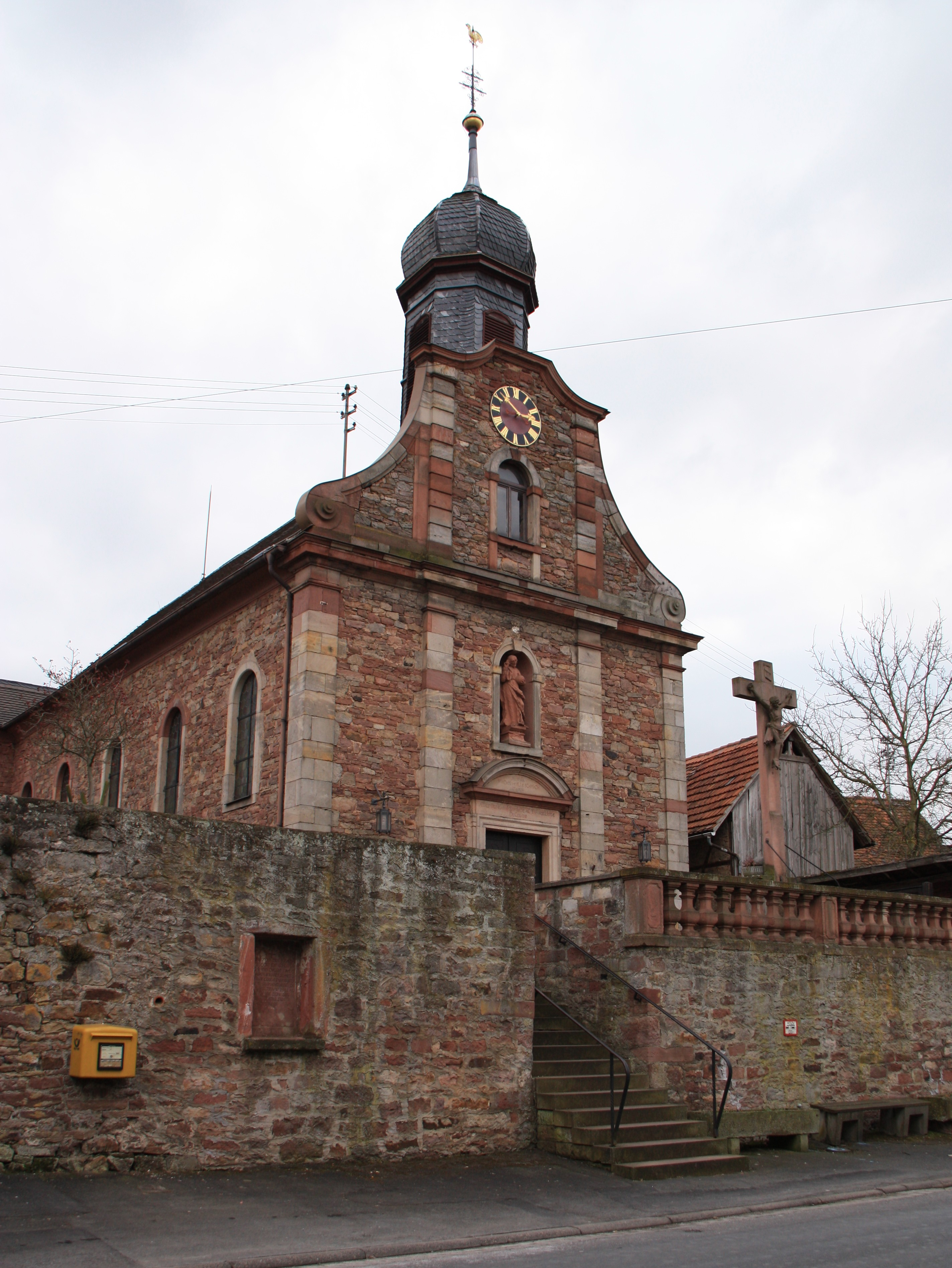
シュマハテンベルクの教会

シュマハテンベルク村は1298年に初めて文献上に記録が遺されている。1759年から1761年に特徴的なバロック教会が建設された。第二次世界大戦までシュマハテンベルクは完全に農業で成り立っていた。1978年までは独立した町村であったが、この都市にメンヒベルクに合併した。1997年にシュマハテンベルクに新しい住宅地が設けられた。人口は450人でサークル活動が盛んな地区である。

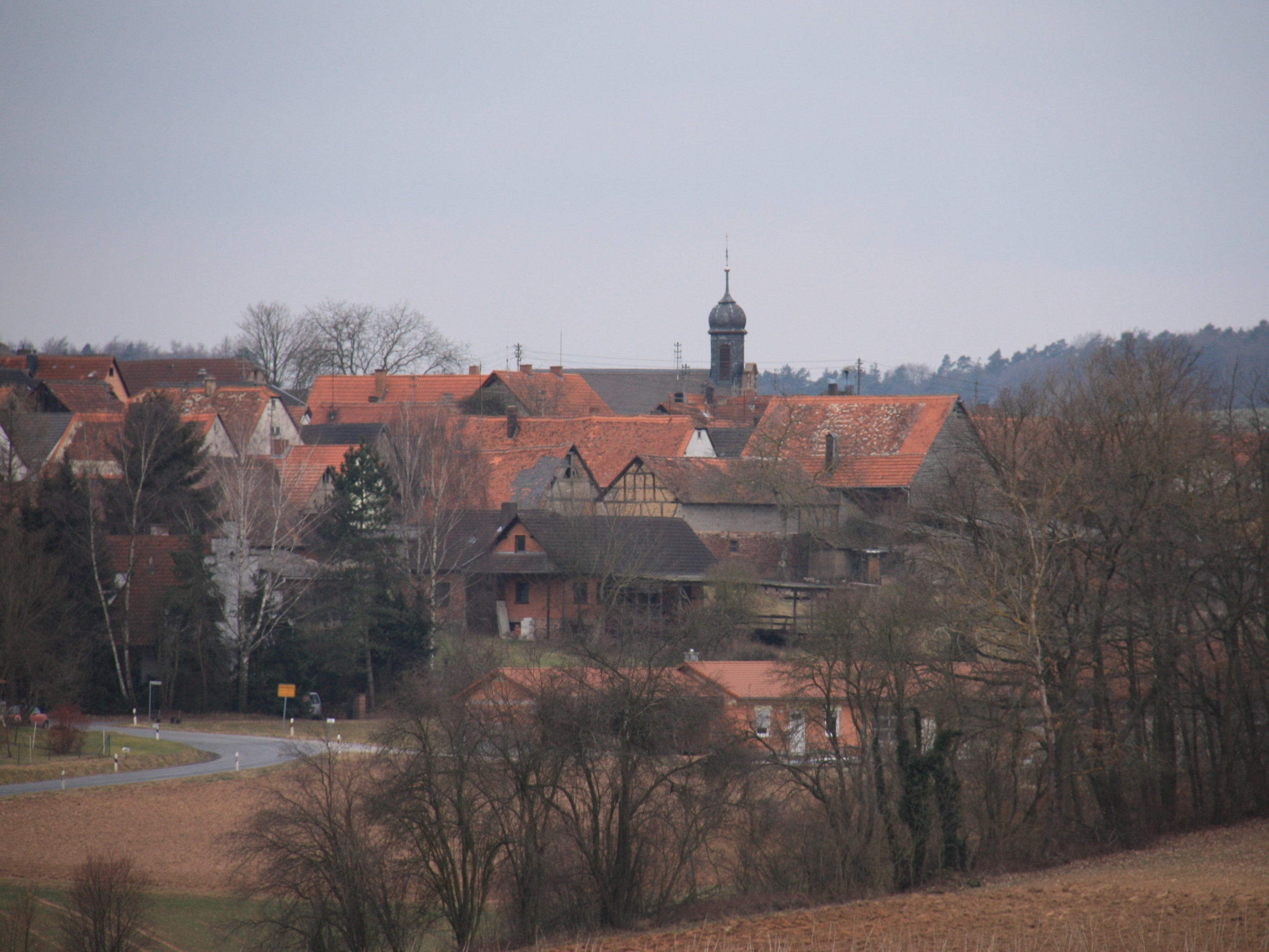
シュマハテンベルク
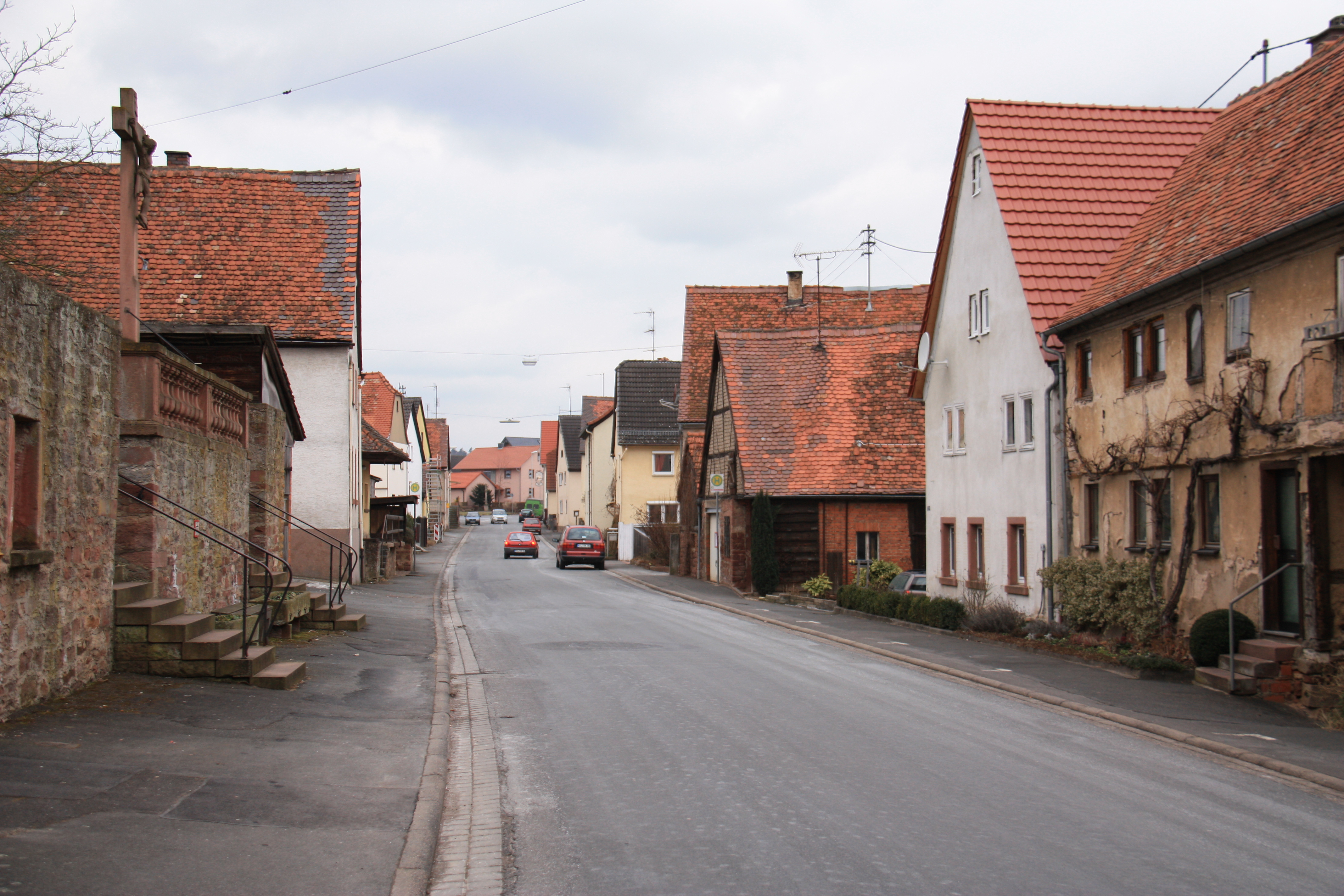
メインストリート

## 行政

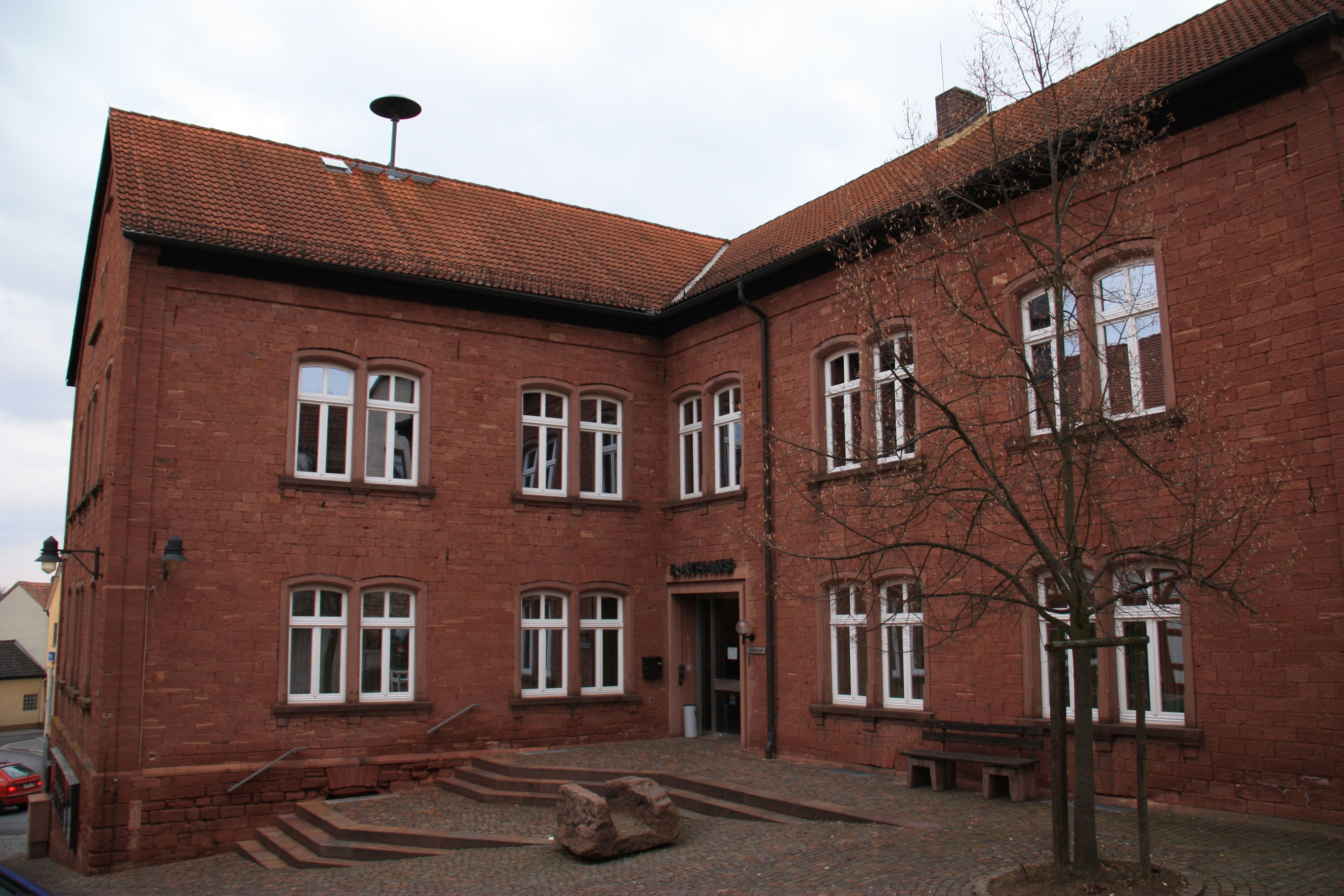
メンヒベルクの町役場

### 議会
メンヒベルクの町議会は、14議席からなる。

## 余暇と観光

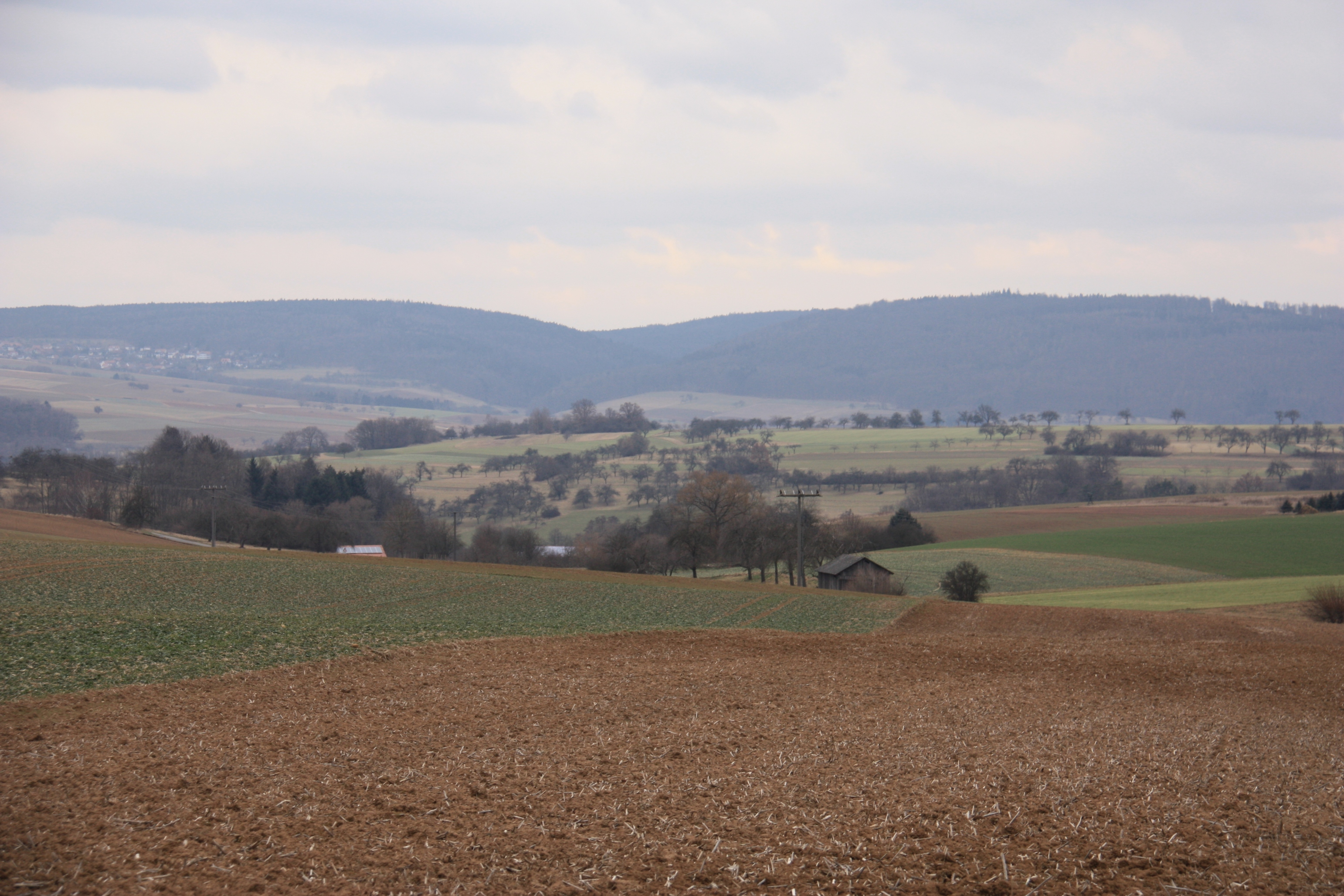
メンヒベルク周辺の光景

メンヒベルクの主要レクリエーション施設は、1992年に改修されたシュペッサルトバート（プール）である。この他のレクリエーション施設として公営のテニス場、音楽館、水浴場がある。
保養地としての知名度や、シュペッサルトに位置することによりメンヒベルクはハイキングや観光の人気の目的地となっている。メンヒベルク内およびその周辺には90kmにおよぶ遊歩道が整備されている。
この他、メスペルブルンの水城、郡庁所在地のミルテンベルク、ワインの町クリンゲンベルクなど、多くのハイキングの目的地がある。

## 引用
1. ↑  https://www.statistikdaten.bayern.de/genesis/online?operation=result&code=12411-003r&leerzeilen=false&language=de Genesis-Online-Datenbank des Bayerischen Landesamtes für Statistik Tabelle 12411-003r Fortschreibung des Bevölkerungsstandes: Gemeinden, Stichtag (Einwohnerzahlen auf Grundlage des Zensus 2011)
2. ↑  Bayerische Landesbibliothek Online